# Кристал (модуль орбітальної станції «Мир»)
Кристал   (77 КСТ № 17201, ЦМ-Т) - стикувальний-технологічний модуль «Кристал» дооснащення станції «Мир». Запущений 31 травня 1990 з пускової установки 39, 200-го майданчика космодрому Байконур ракетою «Протон-К».
Розробником і виробником модуля був ГКНПЦ ім. М.В. Хрунічева. Система керування модулем розроблена харківським НВО «Електроприлад».

## Призначення

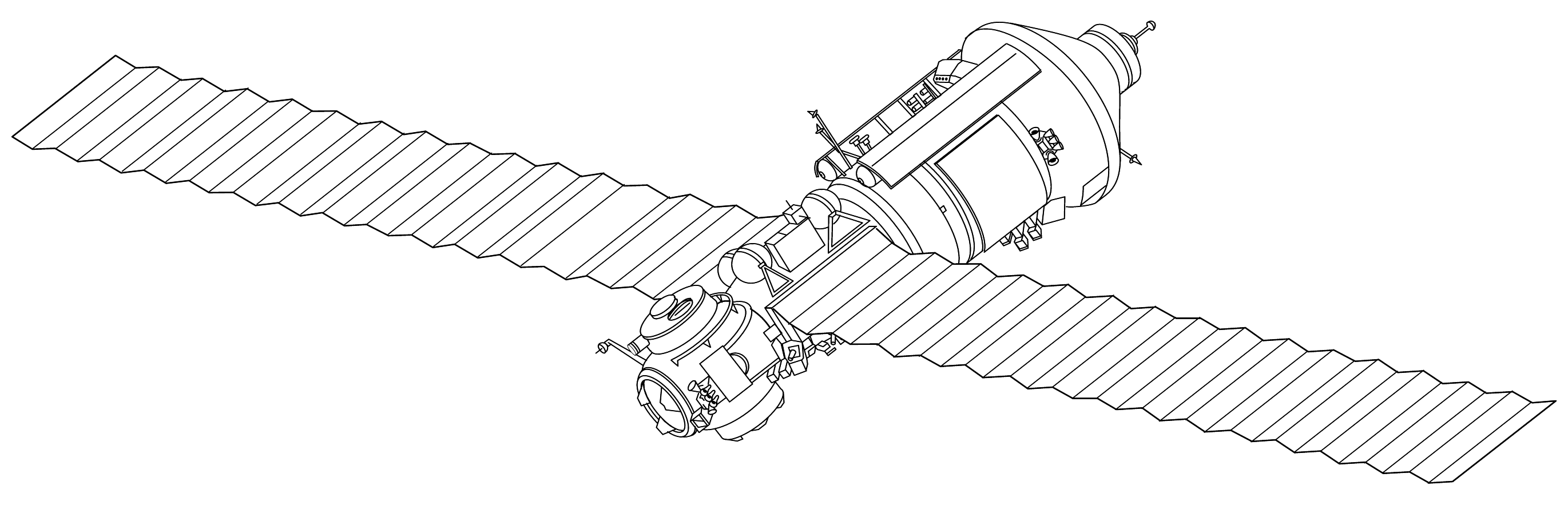

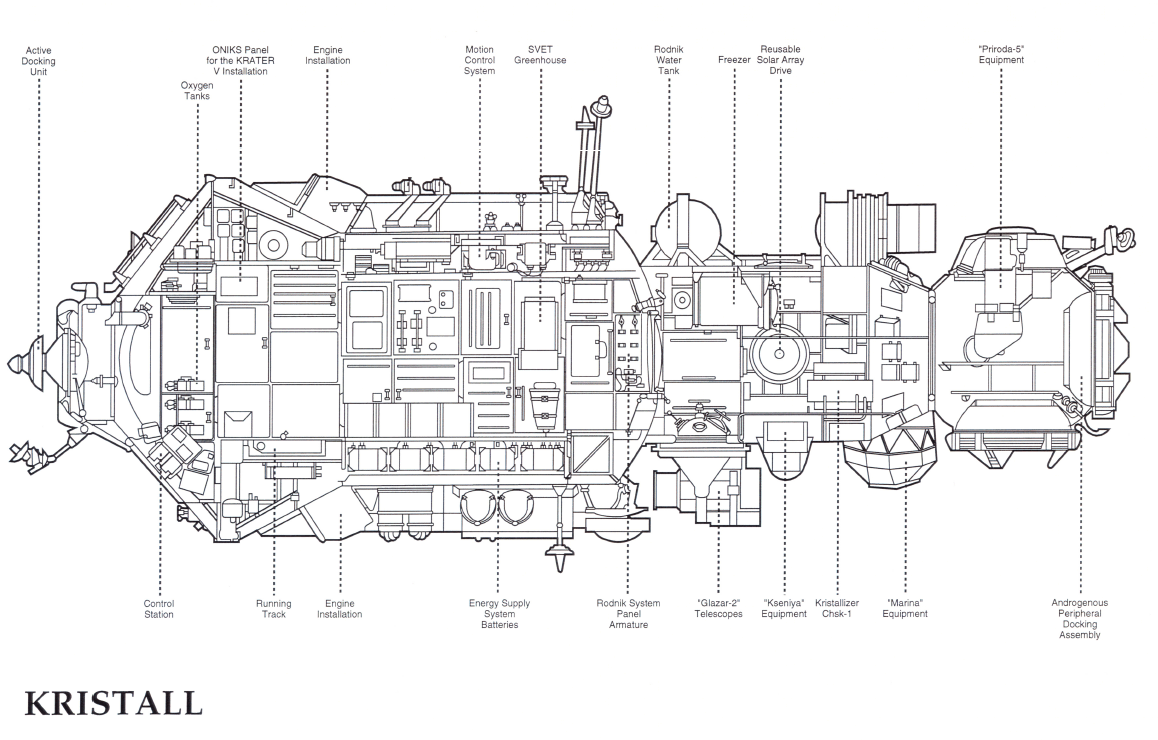

Модуль «Кристал» призначався для дослідно-промислового виробництва напівпровідникових матеріалів, очищення біологічно активних речовин з метою отримання нових лікарських препаратів, вирощування кристалів різних білків і гібридизації клітин, а також проведення астрофізичних, геофізичних і технічних експериментів. 

## Конструкція
Модуль «Кристал» мав довжину по корпусу -12.02 м, максимальний діаметр - 4.15 м, об'єм герметичного корпусу - 64 м3. Стартова маса «Кванта-2» на орбіті після відділення від РН склала 19640 кг.
За службовим системам «Кристал» був дуже схожий на «Квант-2». Основою конструкції модуля був герметичний корпус, що складався з приборно-вантажного (ПВВ) і приладо-стикувального (ПСО) відсіків.

### Приладо-вантажний відсік
У ПВВ розміщувалися службові системи модуля, основна маса що доставляються на орбіту вантажів (вантажні контейнери кріпилися до панелям «статі» і «стелі»), тренажер «бігова доріжка». У ПВВ стояли і технологічні установки. 
Електропіч резистивного нагріву «Кратер-В» і установка променевого нагріву «Оптізон-1» призначалися для відпрацювання базових технологічних процесів дослідно-промислового виробництва високоякісних напівпровідникових матеріалів. Печі резистивного нагріву «Зона-02» і «Зона-03» служили для відпрацювання базових технологічних процесів отримання високоякісних металевих сплавів і напівпровідникових матеріалів. У ПВВ також стояли універсальний електрофоретичний комплекс «Айнур» для очищення цінних білкових препаратів і мініатюрний город - оранжерея «Світло», здатна автоматично підтримувати необхідні умови для росту рослин.
Паливо, що залишився в баках модуля після стикування, використовувалося для проведення корекцій орбіти станції і зміни її орієнтації.

### Приладо-стикувальний відсік

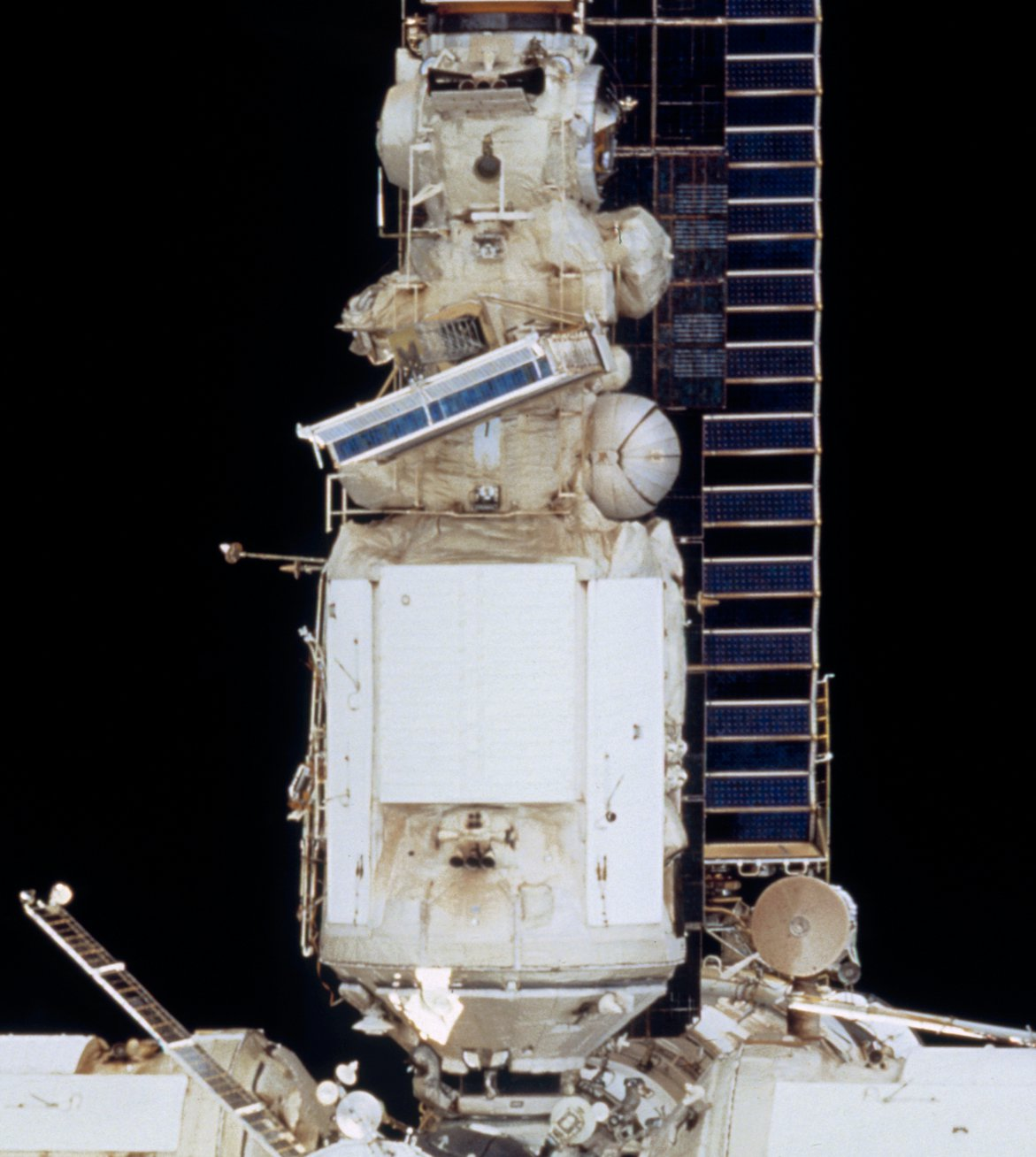
модуль Кристалл

ПСО в основному служив для розміщення наукового обладнання. Тут знаходилася багатофункціональна установка «Кристаллизатор ЧВК-1» для фундаментальних досліджень в області космічного матеріалознавства та технології. У сферичній частині ПСО стояли два фотоапарати комплексу «Природа-5» для зйомок земної поверхні з дозволом 5-7 м.
На ПСО на поворотних приводах були встановлені дві багаторазові сонячні батареї (МСБ-2 і МСБ-4). При повному розкритті довжина однієї панелі досягала 15 м. Площа двох МСБ становила 72 м2, вони виробляли до 8.4 кВт. Конструкція МСБ передбачала можливість їх демонтажу і перенесення на модуль «Квант», і ці роботи планувалися на ЕО-7 та ЕО-8. На зовнішній поверхні ПСО стояв бак для води системи "Джерело".
У корпусі ПСО була шлюзова камера, зовні якої стояв ультрафіолетовий телескоп «Глазар-2». На відміну від першого «Глазар» на «Кванті», новий телескоп завдяки кардановому підвісу міг самостійно наводитися на задані ділянки неба і не вимагав точної орієнтації всього орбітального комплексу. На «Кристал» також перебувала астрофізична апаратура: гамма-телескоп-спектрометр «Букет», спектрометри «Марія-2», «Марина», «Гранат».
На сферичної частини ПСО стояли два андрогін-периферійних агрегату стикування АПАС-89. Осьовий агрегат призначався для стикування ОК «Буран». До бічного АПАС-у за допомогою маніпулятора «Бурана» передбачалося пристиковувати блок наукової апаратури.
За програмою Мир-Шаттл до модуля «Кристал» в ході експедиції STS-71 був пристикований стикувальний модуль для забезпечення стикування Шаттлів зі станцією.